# سنة مالية

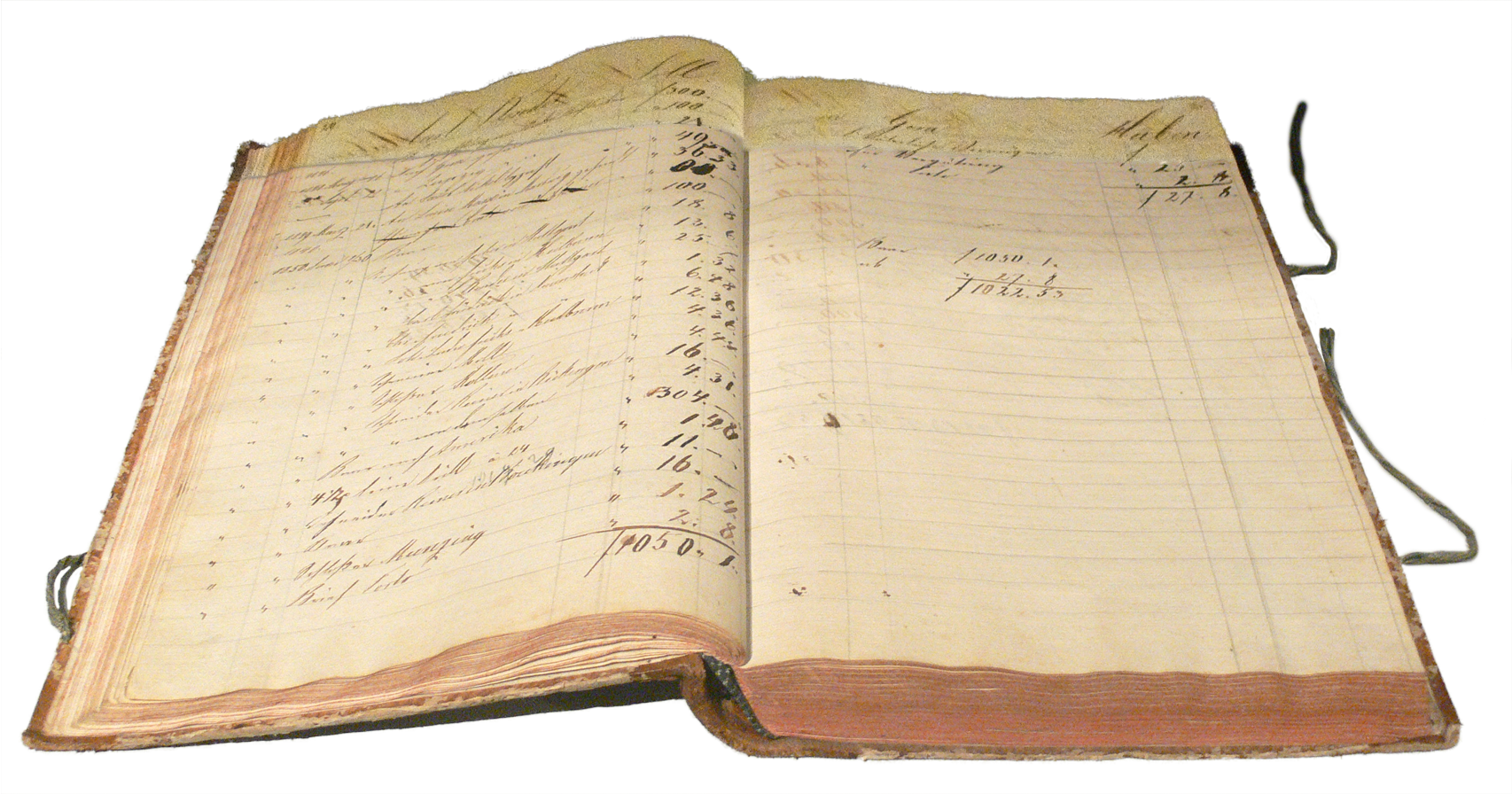

## السنة المالية
هي فترة زمنية لعرض نتيجة نشاط المنشأة من بداية تلك الفترة إلى نهايتها وسواء كانت المنشأة تهدف إلى الربح أو لا فلا بد أن تكون السنة المالية لها بداية ولها نهاية حتى تُقَيَّم نتيجة أعمالها ووضع نقاط القوة والضعف من خلال التقارير الفنية التي تعرض لممثليها أو ممتلكيها في نهايتها.
كما أن السنة المالية تختلف بدايتها ونهايتها من بلد إلى بلد ومن طبيعة نشاط إلى آخر وفي مصر جميع المنشآت التي لا تملكها الدولة تبدأ من أول يناير من السنة الميلادية وتنتهي في آخر ديسمبر للسنة الميلادية وفي المملكة العربية السعودية تبدأ بالنسبة للشركات المساهمة من أول شهر يناير وتنتهي آخر شهر ديسمبر أيضاً.
في مصر أيضا جميع القطاعات الحكومية والمنشأت التي تملكها الدولة تبدأ السنة المالية من أول يوليو وتنتهي آخر يونيو في السنة التالية.

## من كم شهر تتكون السنة المالية؟
طبعا تتكون السنة المالية من 12 شهر والسبب بسيط جدا من منطلق ان المحاسبة علم اجتماع وعلم المحاسبة يتأثر ويؤثر بالبيئة المحيطة ولهذا لا يمكن معرفة ناتج أي أعمال بشكل دقيق ان لم يمر عليه المواسم الاربعة بحيث نشاط الشركة غير متشابه في جميع المواسم ولنعرف قدرة الشركة على توظيف مصادرها يجب ان يمر عليها المواسم الاربعة.

## ما هي الحسابات التي تقفل نهاية السنة؟
يتم فيها تقفيل السنة المالية حسب نوع الحسابات مؤقتة أو دائمة
1- الحسابات المؤقتة:
هي التي تكون منافعها الإقتصادية تابعة لفترة محاسبية واحدة فقط، حيث نقوم بإقفالها في الحسابات الدائمة ونجعل أرصدتها مساوية للصفر.
وتتضمن كلاً من حسابات قائمة الدخل والمسحوبات الشخصية
2. الحسابات دائمة:
هي الحسابات التي تكون منافعها الإقتصادية تابعة لفترة محاسبية أو أكثر بحيث لا تُقْفَل، وإنما ترحل أرصدتها إلى فترة محاسبية لاحقة.
تتمثل الحسابات الدائمة بحسابات قائمة المركز المالي (الأصول، الخصوم، ورأس المال).